# Leigh Halfpenny

a Compétitions nationales et continentales officielles uniquement.

b Matchs officiels uniquement.
Dernière mise à jour le 31 juillet 2024.
Stephen Leigh Halfpenny, né le 22 décembre 1988 à Swansea (pays de Galles), est un joueur international gallois de rugby à XV.
Après avoir d'abord joué comme ailier, il devient le titulaire au poste d'arrière d'une sélection galloise dont il porte le maillot de 2008 à 2023. Avec celle-ci, il remporte le Grand Chelem lors du Tournoi des Six Nations 2012, puis remporte un nouveau titre lors de la saison suivante. C'est également un joueur des Lions, sélection de joueurs britanniques et irlandais, participant à deux tournées et trois tests. Avec cette sélection, il remporte la série face à l'Australie lors de la tournée 2013.
Avec avoir évolué avec le club de Cardiff RFC puis la province des Cardiff Blues, il évolue avec le club français du Rugby club toulonnais entre 2014 et 2017, club avec lequel il remporte la Coupe d'Europe 2015.  Il compte un autre titre européen à son palmarès, le Challenge européen 2009-2010. Il rejoint les Scarlets de 2017 à 2023 puis les Crusaders en 2024 et les Harlequins durant l'été 2024.
Leigh Halfpenny est un des joueurs les plus talentueux de l'ère moderne du rugby avec un des jeux au pied les plus précis de la planète. Il possède un ratio aux alentours de 80 % de réussite en ce qui concerne le tir au but. Il possède aussi une très bonne vision du jeu et est impérial dans le jeu en l'air.
Il jouit d'une très grande popularité au pays de Galles. Il est une icône dans son pays au point d'être affiché dans les rues de Cardiff et au Millennium Stadium. Sa grande popularité lui permet d'obtenir des contrats publicitaires notamment avec la marque américaine Under Armour

## Biographie

### Premières années avec la sélection galloise
Après des débuts chez les équipes de jeunes des Ospreys, il évolue avec l'équipe des moins de 18 ans de ce club. Il évolue ensuite avec le club de Neath RFC en Championnat du pays de Galles. En mai 2008, il figure dans le groupe de l'équipe du pays de Galles des moins de 20 ans qui dispute le championnat du monde en juin 2008, compétition où les Gallois terminent à la quatrième place, après une défaite 31 à 6 en demi-finale face aux Néo-Zélandais puis 43 à 18 face aux Sud-Africains, Halfpenny inscrivant un essai.

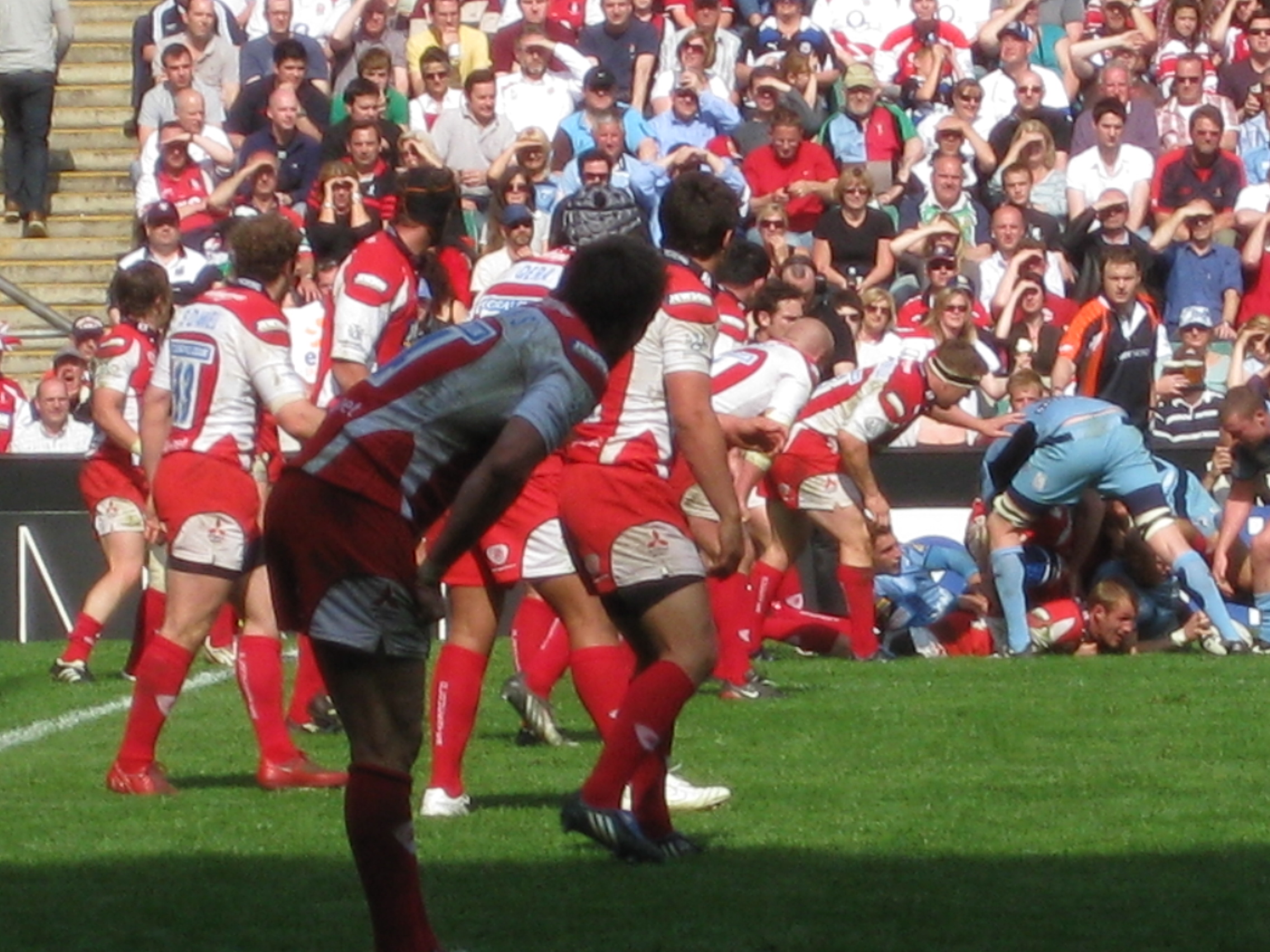
Finale de la Coupe anglo-galloise 2009.

C'est au poste d'ailier qu'il fait ses débuts européens dès la saison suivante, en Coupe d'Europe. Il évolue avec les Cardiff Blues, province qui remporte ses six rencontres de poule. Il dispute ces six matchs, inscrivant un essai lors de la première rencontre face aux Italiens de Rugby Calvisano, deux une semaine plus tard face à Gloucester et encore un lors du dernier match de poule face à Calvisano. Les Gallois s'imposent ensuite en quart de finale face aux Français du Stade toulousain sur le score de 9 à 6 puis sont éliminés par les Anglais de Leicester : après une rencontre terminée sur le score de 16 à 26, deux pénalités de Halfpenny, le vainqueur au terme d'une séance de tirs au but où les Tigers s'imposent par 7 tirs à 6. En Coupe anglo-galloise, il inscrit deux essais lors de la finale victorieuse sur le score de 50 à 12 face à Gloucester.
Durant cette même saison, il débute avec le pays de Galles lors de la tournée de novembre 2008 face aux Springboks à seulement 19 ans. Lors de cette première rencontre, il inscrit trois des quinze points de son équipe lors d'une défaite 20 à 15. Il dispute deux autres rencontres, une victoire 34 à 13 face au Canada, où il inscrit deux essais et une défaite 29 à 9 face à la Nouvelle-Zélande. Lors du Tournoi, il est titulaire lors des trois premiers tests, inscrivant un essai face à l'Écosse, puis huit points face aux Anglais, un essai et une pénalité. Il dispute également le match suivant face aux Français, mais Warren Gatland lui préfère Mark Jones pour les deux derniers tests, comme il l'avait déjà fait face à l'Australie en novembre.
Malgré son jeune âge, il est retenu au sein des Lions. Lors de la tournée en Afrique du Sud, il devient le plus jeune joueur gallois, depuis Keith Jarrett en 1968, à être appelé par les Lions. Blessé à la cuisse, il rejoint tardivement le groupe. Il dispute le match face aux Free State Cheetahs, remporté 26 à 24 par les Lions. Quelques jours plus tard, il doit déclarer forfait pour le reste de la tournée, sa blessure à la cuisse s'étant réveillée.
Le mois de novembre suivant, il retrouve la sélection galloise pour quatre tests, face aux All Blacks, les Samoa, l'Argentine et l'Australie. Il inscrit 8 points, dont un essai, contre les Samoas, 6 contre les Argentins et 3 contre les Wallabies. Avec Cardiff, il dispute cinq des six matchs de poule de la Coupe d'Europe. Non qualifié pour les quarts de finale, la province galloise est reversée en Challenge européen. Cardiff élimine le club anglais des Newcastle Falcons sur le score de 55 à 20, puis un autre club anglais, London Wasps, par 18 à 15, rencontre où Halfpenny inscrit un essai pour atteindre la finale de la compétition. Opposés aux Français du Rugby club toulonnais, les Gallois s'imposent sur le score de 28 à 21, Halfpenny inscrivant la première pénalité puis le deuxième des trois essais gallois,. Remplaçant lors du premier match du Tournoi 2010 face aux Anglais, il est titulaire lors des trois matchs suivants, marquant un essai face aux Écossais puis face aux Français,. En juin, il dispute trois autres rencontres, trois défaites, avec le pays de Galles, au Millennium Stadium face à l'Afrique du Sud, puis à Dunedin et Hamilton face aux All Blacks.
Une blessure à la hanche le prive des matchs de novembre avec la sélection galloise. Après une blessure au pied qui le prive du début du Tournoi, il retrouve celle-ci lors du match face aux Italiens, mais il ne rentre pas en jeu. Il retrouve une place de titulaire lors du match suivant face à l'Irlande où il inscrit une pénalité puis face aux Français. Avec Cardiff, il dispute quatre rencontres de poule de Coupe d'Europe, le club Gallois terminant deuxième derrière les Anglais de Northampton Saints, adversaire que ne rencontre pas Halfpenny en raison de sa blessure.
Bien que se remettant d'une opération pour soigner sa blessure récurrente au pied, il est sélectionné au sein d'un groupe de 46 joueurs pour la Coupe du monde 2011 en Nouvelle-Zélande. Il est présent dans le groupe des 30 joueurs gallois retenu par Warren Gatland. Non retenu pour le premier match face à l'Afrique du Sud, il rentre en jeu au poste d'arrière face aux Samoa. Il est ensuite titularisé au poste d'ailier pour les deux matchs suivants, face à la Namibie puis aux Fidji. Pour le quart face à l'Irlande, Gatland le préfère à James Hook et Lee Byrne pour occuper le poste d'arrière. Lors de cette rencontre remportée sur le score de 22 à 10, il inscrit une pénalité. Lors de la demi-finale, les Gallois sont rapidement privés de leur capitaine Sam Warburton, expulsé pour placage cathédrale sur Vincent Clerc dès la 18e minute, mais malgré cette infériorité, ils sont proches de remporter le match, Halfpenny manquant une pénalité du centre du terrain à six minutes de la fin, les Français s'imposant finalement 9 à 8. Lors de la petite finale, il inscrit un essai face à l'Australie qui s'impose 21 à 18.

### Arrière et buteur
Après avoir disputé deux des quatre premiers matchs de la Coupe d'Europe 2011-2012, Leigh Halfpenny est intronisé au poste de buteur chez les Cardiff Blues, au détriment de Dan Parks vers la fin du mois de décembre. Lors de la première rencontre européenne où il occupe ce rôle, face au club anglais des London Irish, il inscrit 17 points, cinq pénalités et une transformation, lors de la victoire 22 à 15. Il inscrit ensuite 21 points lors du match suivant face aux Français de Racing Metro 92 qui qualifie le club gallois pour les quarts de finale. Lors de ce tour, face au Leinster, il inscrit les 3 points de son équipe qui s'incline 34 à 3. Avec la sélection galloise, il se voit également confier le rôle de buteur : en ouverture du Tournoi, il suppléé Rhys Priestland  lors de la victoire 23 à 21 à Dublin face à l'Irlande, inscrivant 8 points dont la pénalité de la dernière minute qui permet aux Gallois de l'emporter. Il est conformé dans ce rôle pour le match suivant face aux Écossais, inscrivant 22 points, deux essais, deux pénalités et trois transformations. Il inscrit ensuite 14 points à Twickenham lors de la victoire face aux Anglais qui donne la vingtième triple couronne de son histoire à la sélection galloise. Il inscrit à chaque fois 11 points lors des deux derniers match du tournoi face aux Italiens et aux Français, deux victoires qui permettent aux Gallois de réaliser le Grand Chelem. Ses 66 points lui permettent de terminer avec le titre de meilleur réalisateur du tournoi. Lors du mois de juin, le pays de Galles se rend en Australie pour une tournée de trois tests face aux Wallabies. Celle-ci se solde par trois défaites, 27 à 19 à Brisbane, 25 à 23 à Melbourne et 20 à 19 à Sydney, Halfpenny inscrivant respectivement 14, 13 et 14 points.

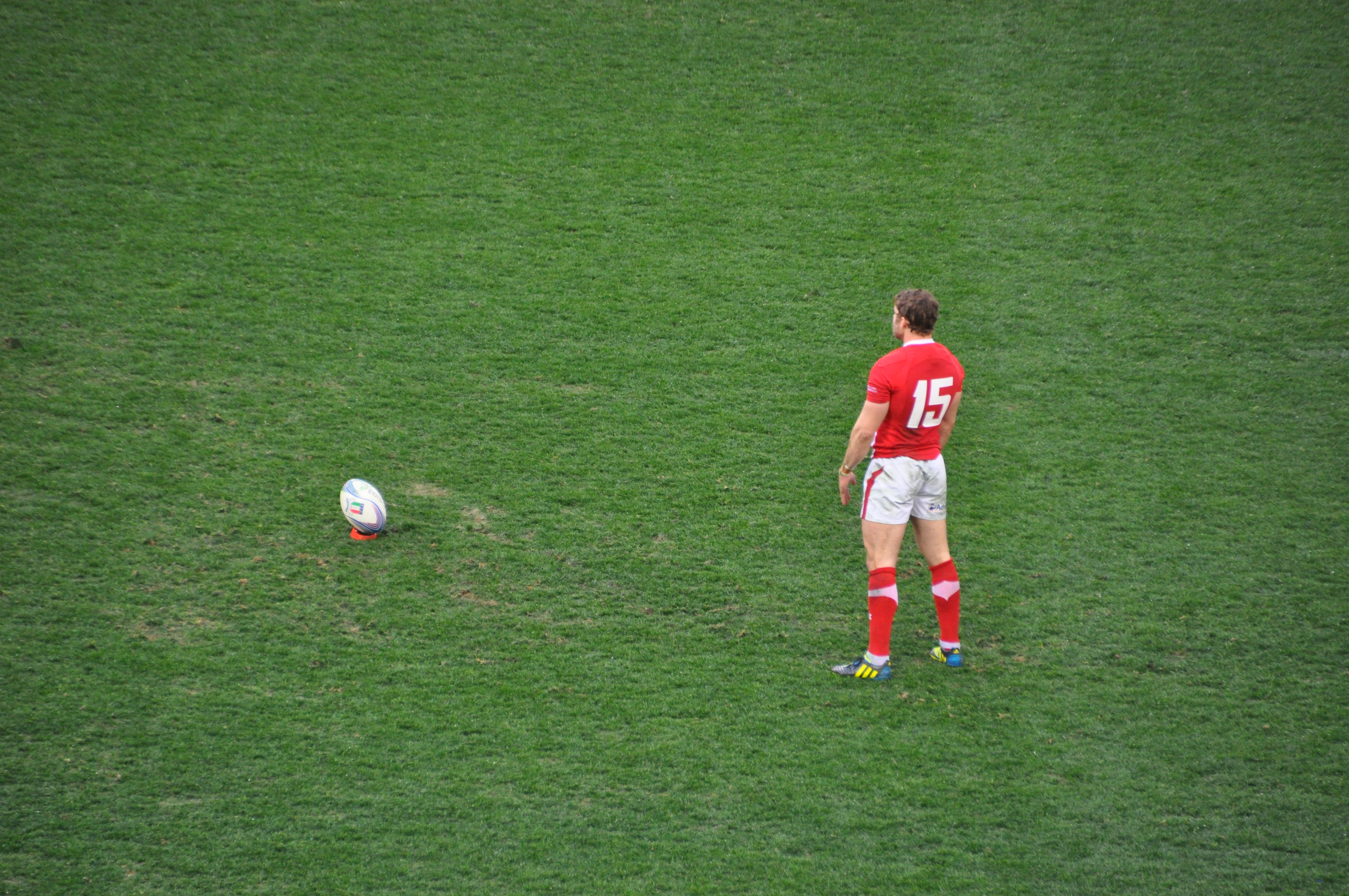
Halfpenny lors du Tournoi 2013.

Engagé dans une poule qui comporte deux clubs français, Toulon et Montpellier, Cardiff ne remporte qu'une victoire lors de la Coupe d'Europe 2012-2013, Halfpenny disputant quatre rencontres et inscrivant 63 points, dont trois essais. Il dispute les quatre tests du mois de novembre, inscrivant 12 points face aux Argentins, 14 face aux Samoa, aucun face aux All Blacks et 12 face aux Wallabies, les Gallois concédant quatre défaites. Lors de cette dernière rencontre, il sort sur une civière après avoir tenté de mettre un terme à une action qui permet à l'Australien Kurtley Beale d'inscrire l'essai de la victoire. Hospitalisé, il sort le lendemain du match après des radios du cou. Il fait son retour sous le maillot gallois neuf semaines plus tard lors de l'ouverture du Tournoi des Six Nations 2013 face aux Irlandais. Défait au Millennium Stadium lors de la première journée sur le score de 30 à 22 par l'Irlande, avec un essai, une pénalité et deux transformations de Halfpenny, le pays de Galles remporte les quatre rencontres suivantes, 16 à 6 en France et 11 points de l'arrière gallois, 26 à 9 en Italie, 16 points, 29 à 18 en Écosse 23 points, et 30 à 3 face aux Anglais, 15 points. Meilleur marqueur avec 74 points, il est désigné meilleur joueur du tournoi.
Il fait partie de la liste des joueurs retenus par Warren Gatland, désigné entraîneur des Lions et également sélectionneur du pays de Galles, pour la tournée 2013 des Lions en Australie. Après 24 points face la Western Force puis 11 face à la NSW Queensland Country, un essai, et 30 points face aux Waratahs, dont deux essais, plus grosse performance pour un joueur des Lions sur le sol australien, il s'affirme comme le titulaire indiscutable pour le poste d'arrière pour le premier test. Lors de celui-ci, il transforme les deux essais des Lions et inscrit trois de ses quatre tentatives lors de la victoire 23 à 21 à Brisbane. Lors du deuxième test, disputé à Melbourne, il inscrit les 15 points de son équipe avant que les Australiens ne parviennent à prendre l'avantage en fin de rencontre grâce à un essai transformé. Halfpenny a toutefois la possibilité de retourner la situation, mais sa tentative sur une pénalité du centre du terrain s'avère trop courte. Les Lions remportent finalement la série en s'imposant à Sydney lors du dernier test sur le score de 41 à 16. Lors de ce troisième test, il établit deux records pour les Lions ; avec 21 points, il dépasse le précédent record de 20 points détenu par Jonny Wilkinson contre l'Argentine en 2005, et Stephen Jones en 2009 contre les Springboks. Il dépasse également Neil Jenkins pour le nombre de points inscrit dans une série avec 49 contre 41 réalisés par son compatriote en 1997
Lors des quatre tests de novembre, le pays de Galles est opposé aux Springboks, défaite 24 à 15 avec 15 points de Halfpenny, puis aux Argentins, victoire 40 à 6 et 20 points de l'arrière gallois. Il s'avère moins prolifique lors des deux derniers tests, 7 points face aux Tonga lors d'une victoire 17 à 7 et 8 points face aux Wallabies lors d'une défaite 30 à 26.
Ses performances lors du Tournoi et avec les Lions lui valent de figurer parmi les joueurs nommés pour le titre de meilleur joueur du monde IRB, avec Kieran Read, Eben Etzebeth, Sergio Parisse et Ben Smith.
Lors de la saison européenne 2014, il participe aux six rencontres de la phase de poule, inscrivant un total de 60 points. Cardiff, avec trois victoires pour trois défaites, ne se qualifie pas pour les quarts de finale. Lors du Tournoi 2014, les Gallois s'imposent à Cardiff face à l'Italie sur le score de 23 à 15 lors de la première journée avec 13 points de Halfpenny, mais s'inclinent à Dublin lors du match suivant par 26 à 3, Halfpenny inscrivant les seuls points gallois. Il marque 17 des 27 points de la victoire gallois face aux Français. Lors de la défaite 29 à 18 à Twickenham face aux Anglais, où il inscrit six pénalités, il se blesse à l'épaule, blessure qui nécessite une opération et met un terme à sa saison, Il termine au troisième rang des buteurs de la compétition avec 51 points.

### Carrière à Toulon
L'annonce de l'arrivée de Leigh Halfpenny au Rugby club toulonnais est faite en janvier 2014. Ses débuts avec le club toulonnais sont retardés : il souffre de douleurs aux adducteurs, blessure qui agace le président toulonnais Mourad Boudjellal, qui a recruté le joueur gallois pour être le successeur de Jonny Wilkinson dans le jeu aux pieds et qui n'a « pas envie de préparer Halfpenny pour sa coupe du Monde avec le pays de Galles ». Il dispute finalement son premier match avec le club varois face au Stade toulousain le 12 octobre. Une semaine plus tard, il est titularisé lors de la première journée de Coupe d'Europe face aux Llanelli Scarlets où il inscrit 13 des 28 points toulonnais lors de la victoire 28 à 18. Il inscrit de nouveau 13 points face à l'Ulster, puis le même nombre de points face aux Anglais de Leicester lors de la quatrième journée. Pour sa cinquième rencontre de poule, il inscrit 20 points face aux Scarlets. Entretemps, après les deux premières journées de coupe d'Europe, il est rappelé au sein du groupe gallois pour préparer les matchs internationaux de novembre. Il inscrit quatre points lors de la défaite face aux Wallabies, onze lors de la défaite face aux All Blacks et douze lors de la victoire face aux Springboks.
En championnat de France, il souffre de la concurrence avec l'Anglais Delon Armitage, mais bénéficie de la suspension de celui-ci pour être titulaire durant le mois de janvier. Il retrouve le XV gallois lors du Tournoi 2015. Après avoir inscrit 8 points lors de la défaite face aux Anglais, il participe aux quatre victoires suivantes, inscrivant respectivement 16 points face à l'Écosse, 15 face à la France, 15 face à l'Irlande et 6 face à l'Italie. Lors de ce match, il est victime d'une commotion qui le contraint à déclarer forfait pour le quart de finale de Coupe d'Europe face aux London Wasps. Malgré une luxation claviculaire contractée face à Grenoble, il est présent dans le groupe qui doit disputer la demi-finale face au Leinster au Stade Vélodrome de Marseille. Lors de celle-ci, il inscrit 20 points lors de la victoire après prolongation sur le score de 25 à 20,. Deux semaines plus tard, lors de la finale victorieuse à Twickenham face à Clermont sur le score de 24 à 18, il inscrit 14 points et devient ainsi le dixième joueur gallois à remporter la Coupe d'Europe,.
Retenu dans le groupe préparant la Coupe du monde par Warren Gatland le 1er juin, il fait partie de la liste définitive de 31 joueurs pour la Coupe du monde 2015 annoncée le 1er septembre 2015. Après sa blessure survenue lors du dernier match de préparation face à l'équipe d'Italie, il doit déclarer forfait et il est remplacé par Eli Walker. Avec une rupture des ligaments du genou, son indisponibilité annoncée est de six mois.

### Retour au pays de Galles
Sélectionné pour la tournée des Lions en juin 2017, il rate la finale du Top 14 où son club est défait par l'ASM Clermont. À son étonnement, son contrat avec Toulon n'est pas renouvelé. Il quitte donc le Rugby club toulonnais et s'engage avec les Scarlets pour une durée de trois saisons.
En avril 2023, il est annoncé qu'il fait son départ des Scarlets à la fin de la saison.

### Dernière Coupe du monde, expérience en Nouvelle-Zélande puis en Angleterre
Leigh Halfpenny est sélectionné dans le groupe final de trente-trois joueurs pour participer à la Coupe du monde 2023. Pendant cette dernière, il participe seulement à une rencontre de poule contre le Portugal. C'est sa dernière cape officielle avec le pays de Galles, il annonce prendre sa retraite internationale peu de temps après l'élimination des Gallois du Mondial, toutefois il dispute un ultime match, non-officiel, avec sa sélection contre les Barbarians début novembre. Durant la rencontre, il est titularisé au poste d'arrière et inscrit cinq transformations, contribuant à la victoire 49-26 de son équipe.
Le lendemain de ce match, il est annoncé qu'il part pour la Nouvelle-Zélande et rejoint la franchise des Crusaders à partir de la saison 2024 de Super Rugby. Sa saison est perturbée par de nouvelles blessures, il ne dispute qu'une seule rencontre, contre les Queensland Reds où il se blesse pendant le match, puis quitte la franchise à l'issue de la saison.
Fin juillet 2024, il retrouve un club et signe pour les Harlequins en Premiership.

## Style de jeu
Considéré comme l'arme principale du pays de Galles par de nombreux spécialistes, comme l'ancien demi d'ouverture gallois Phil Bennett lors de la tournée des Lions de 2013, ou l'ancien capitaine des Wallabies, John Eales, qui pressentait avant celle-ci que l'arrière gallois serait le fléau des Wallabies, Leigh Halfpenny est un buteur très fiable : lors du premier test des Lions en 2013, il réussit cinq de ses six tentatives . Il a d'abord occupé un poste de buteur pour les longues tentatives, puis en 2012, il est intronisé buteur no 1, d'abord avec les Cardiff Blues, puis au sein de la sélection galloise. Il est également capable de résister à la pression : Neil Jenkins, un autre demi d'ouverture des Gallois et des Lions rappelle que lors du Tournoi 2013, à l'occasion du test disputé à Murrayfield, contre l'Écosse, Halfpenny échoue lors de trois tentatives consécutives, avant de réussir ensuite huit tentatives sans échec.

## Statistiques

### Statistiques en club et en province
Au terme de la saison européenne 2014-2015, Leigh Halfpenny a disputé 42 matchs : 39 de coupe d'Europe et trois de Challenge Européen. Il dispute 35 de celles-ci avec les Cardiff Blues et 7 avec le Rugby club toulonnais. Avec Cardiff, il dispute 8 rencontres en 2008-2009, 8 en 2009-2010 (5 de Coupe d'Europe et 3 de Challenge européen), 4 en 2010-2011, 5 en 2011-2012, 4 en 2012-2013 et 6 en 2013-2014.
Il inscrit un total de 357 points, 11 essais, 76 pénalités et 37 transformations.
Avec les Cardiff Blues, il dispute un total de 87 rencontres, inscrivant 21 essais, 127 pénalités et 41 transformations, pour un total de 568 points. Avec le club de Cardiff RFC, il participe à trois saisons, de 2006 à 2008, disputant 21 rencontres, inscrivant 8 essais, 30 pénalités, 27 transfromations pour un total de 184 points.
Lors de sa première saison avec le Rugby club toulonnais, il dispute neuf rencontres de Top 14, inscrivant 104 points et sept rencontres de coupe d'Europe, marquant 106 points.

### Statistiques en équipe nationale
Leigh Halfpenny compte 101 sélections avec le pays de Galles, dont 95 en tant que titulaires. Il totalise 801 points, 15 essais, 188 pénalités et 81 transformations. Son bilan sous ce maillot est de 52 victoires et 49 défaites.
Depuis ses débuts, il obtient au moins une sélection chaque année : 3 en 2008, 7 en 2009, 7 en 2010, 10 en 2011, 12 en 2012, 9 en 2013, 7 en 2014, 7 en 2015, 4 en 2016, 8 en 2017, 6 en 2018, 5 en 2019, 8 en 2020, 3 en 2021, 1 en 2022, 4 en 2023.

### Statistiques avec les Lions britanniques et irlandais
Leigh Halfpenny participe à trois tournées des Lions britanniques et irlandais, en 2009 en Afrique du Sud, où il dispute une seule rencontre contre les Free State Cheetahs, en 2013 en Australie, où il dispute six rencontres, dont les trois tests, tous en tant que titulaire, face aux Wallabies. Lors de ces trois tests, il inscrit 49 points, respectivement 13, 15 et 21. Ces points se décomposent en treize pénalités et cinq transformations. La troisième tournée en 2017 en Nouvelle-Zélande où il dispute une rencontre en tant que remplaçant.  Au total, il dispute sept rencontres sous le maillot rouge des Lions, inscrivant 114 points : trois essais, 19 pénalités et 21 transformations.

## Palmarès

### En club
- Vainqueur de la Coupe anglo-galloise en 2009 avec les Cardiff Blues.
- Vainqueur du Challenge européen en 2010 avec les Cardiff Blues.
- Vainqueur de la Coupe d'Europe en 2015 avec le Rugby club toulonnais.
- Finaliste du Championnat de France en 2016 et 2017 avec le Rugby club toulonnais.
- Finaliste du Pro14 en 2018 avec les Scarlets.

### En équipe nationale
| Édition               | Rang               | Résultats pays de Galles | Résultats Halfpenny | Matchs Halfpenny |
| --------------------- | ------------------ | ------------------------ | ------------------- | ---------------- |
| Nouvelle-Zélande 2011 | Quatrième          | 4 v, 0 n, 3 d            | 4 v, 0 n, 2 d       | 6/7              |
| Japon 2019            | Quatrième          | 5 v, 0 n, 2 d            | 3 v, 0 n, 1 d       | 4/7              |
| France 2023           | Quart de finaliste | 4 v, 0 n, 1 d            | 1 v, 0 n, 0 d       | 1/5              |

Légende : v = victoire ; n = match nul ; d = défaite.
Leigh Halfpenny compte quarante-six sélections en douze éditions dans le cadre du Tournoi des Six Nations, dont quarante-trois en tant que titulaire. Il remporte trois titres, en Six nations 2012, où le pays de Galles réussit le Grand Chelem, en 2013 et en 2021. Il remporte vingt-sept des quarante-six rencontres, concédant dix-neuf défaites.
| Édition          | Rang | Résultats pays de Galles | Résultats Halfpenny | Matchs Halfpenny |
| ---------------- | ---- | ------------------------ | ------------------- | ---------------- |
| Six nations 2009 | 4    | 3 v, 0 n, 2 d            | 2 v, 0 n, 1 d       | 3/5              |
| Six nations 2010 | 4    | 2 v, 0 n, 3 d            | 1 v, 0 n, 3 d       | 4/5              |
| Six nations 2011 | 4    | 3 v, 0 n, 2 d            | 1 v, 0 n, 1 d       | 2/5              |
| Six nations 2012 | 1    | 5 v, 0 n, 0 d            | 5 v, 0 n, 0 d       | 5/5              |
| Six nations 2013 | 1    | 4 v, 0 n, 1 d            | 4 v, 0 n, 1 d       | 5/5              |
| Six nations 2014 | 3    | 3 v, 0 n, 2 d            | 2 v, 0 n, 2 d       | 4/5              |
| Six nations 2015 | 3    | 4 v, 0 n, 1 d            | 4 v, 0 n, 1 d       | 5/5              |
| Six nations 2017 | 5    | 2 v, 0 n, 3 d            | 2 v, 0 n, 3 d       | 5/5              |
| Six nations 2018 | 2    | 3 v, 0 n, 2 d            | 3 v, 0 n, 1 d       | 4/5              |
| Six nations 2020 | 5    | 1 v, 0 n, 4 d            | 1 v, 0 n, 4 d       | 5/5              |
| Six nations 2021 | 1    | 4 v, 0 n, 1 d            | 2 v, 0 n, 0 d       | 2/5              |
| Six nations 2023 | 5    | 1 v, 0 n, 4 d            | 0 v, 0 n, 2 d       | 2/5              |

Légende : v = victoire ; n = match nul ; d = défaite ; la ligne est en gras quand il y a Grand Chelem.